# Dakosaurus
A Dakosaurus (jelentése 'szaggató gyík', az ógörög δαkος / dakos 'szaggat' és σαυρος / szaürosz 'gyík' szavak összetételéből) a Metriorhynchidae család egyik neme, amely a késő jura és kora kréta időszakok során élt. Nagyméretű, recézett és kétoldalt lapított fogakkal rendelkező állat volt. A nemet Friedrich August von Quenstedt hozta létre 1856-ban egy fog alapján, amit Plieninger Geosaurus maximus néven azonosított. A Dakosaurus húsevő volt, amely az élete jelentős részét, ha nem az egészét a tengerben töltötte. A tengeri életmódhoz való nagy mértékű alkalmazkodás azt is jelenti, hogy nagy valószínűséggel a vízben is párosodott, de mivel nem találtak tojásokat vagy fészkeket a Dakosaurushoz kapcsolódóan, nem tudni, hogy az utódainak a delfinekhez és ichthyoszauruszokhoz hasonlóan a vízben adott-e életet, vagy inkább a tengerparton, ahogyan a teknősök.

## Felfedezés és fajok
Mikor a Dakosaurus különálló fogait először fedezték fel Németországban, a maradványokat a theropoda dinoszauruszok közé tartozó Megalosaurus részeinek hitték. A Dakosaurushoz kapcsolt fosszilis maradványok Anglia, Franciaország, Svájc és Németország, Lengyelország, Oroszország, Argentína, és Mexikó késő jura időszaki üledékeiből váltak ismertté. A Dakosaurus Európában talált fogai az oxfordi–valangini korszakokból származnak.

### Érvényes fajok
A típusfaj, a Dakosaurus maximus (jelentése 'legnagyobb szaggató gyík') fosszíliáit Nyugat-Európában (Angliában, Franciaországban, Svájcban és Németországban) találták meg, a késő jura időszaki (késő kimmeridge-i–kora tithon korszakbeli) kőzetrétegekben.
A Dakosaurus andiniensist (jelentése 'andoki szaggató gyík') a Neuquén medencében fedezték fel 1987-ben, egy gazdag argentin fosszília lelőhelyen. A Dakosaurus andiniensis tudományos nevet azonban csak 1996-ban alkották meg a számára. Két később felfedezett koponya azt jelzi, hogy a D. andiniensis rövid, magas pofájával (amiről a Godzilla becenevet kapta) egyedinek számít a metriorhyncidák (a krokodilok tengeri életre leginkább specializált családjának tagjai) között. E faj fosszíliái a késő jura–kora kréta időszakokból (a késő tithon–kora berriasi korszakokból) származnak.
A Dakosaurus lapparenti (jelentése 'Lapparent szaggató gyíkja') a francia őslénykutató, Albert-Félix de Lapparent tiszteletére kapta a nevét. Egy különálló koponyán és koponya alatti csontvázelemeken alapul, melyek a kora kréta időszakból (a valangini korszakból) származnak, Franciaországból.
A Dakosaurus carpenteri (jelentése 'Carpenter szaggató gyíkja') angliai, késő jura időszaki (késő kimmeridge-i korszakbeli) maradványok alapján ismert.

### Névtelen fajok
A Dakosaurus hiányos koponyából álló példányait fedezték fel Mexikó kimmeridge-i korszakbeli kőzeteiben.

## Taxonómia és törzsfejlődés
A Plesiosuchus a Dakosaurus fiatalabb szinonimája, míg a Dacosaurus név csupán elírásból származik. Egy újabb keletű filogenetikus elemzés azonban, nem támogatja a Dakosaurus monofíliáját, bár a D. maximus és a D. andiniensis természetes csoportot alkotnak.

## Ősbiológia

### Morfológia
Az összes ismert faj körülbelül 4–5 méter hosszú, így a Dakosaurus a ma élő krokodilokkal összevetve nagyméretűnek számít. A teste a jobb hidrodinamikus teljesítmény érdekében áramvonalas, ami uszonyos farkával együtt jobb úszóvá tette a modern krokodiloknál.

### Sómirigyek
A mexikói Dakosaurus faj hiányos koponyájú példányainál megőrződött kamrák (melyek a Geosaurusnál és a Metriorhynchusnál szintén ismertté váltak) jól fejlett sómirigyeket tárolhattak. Sajnos sómirigyekre vonatkozó bizonyíték nem őrződött meg a fosszíliákban.

### Niche-felosztás
A Dakosaurus maximus egy, a bajorországi Mörnsheim Formációból (a kora tithoni Solnhofen-mészkőből) ismert számos metriorhynchida faj közül. A feltételezés szerint az ökológiai fülkék felosztása lehetővé tette, hogy a Geosaurus három faja mellett éljen. A Dakosaurus és a szintén nagyméretű, rövid pofával és recés fogakkal rendelkező Geosaurus giganteus a formáció csúcsragadozói lehettek. A Geosaurus további két faja és a teleosaurida Steneosaurus főként hallal táplálkozhatott.
A valamivel korábbi (késő kimmeridge-i korszakbeli), dél-németországbeli Nusplingen Plattenkalk területén a D. maximus és a Geosaurus suevicus kortársakként éltek. Ahogy Solhofenben is, a Dakosaurus csúcsragadozó, a G. suevicus pedig halevő volt.

### Táplálkozás

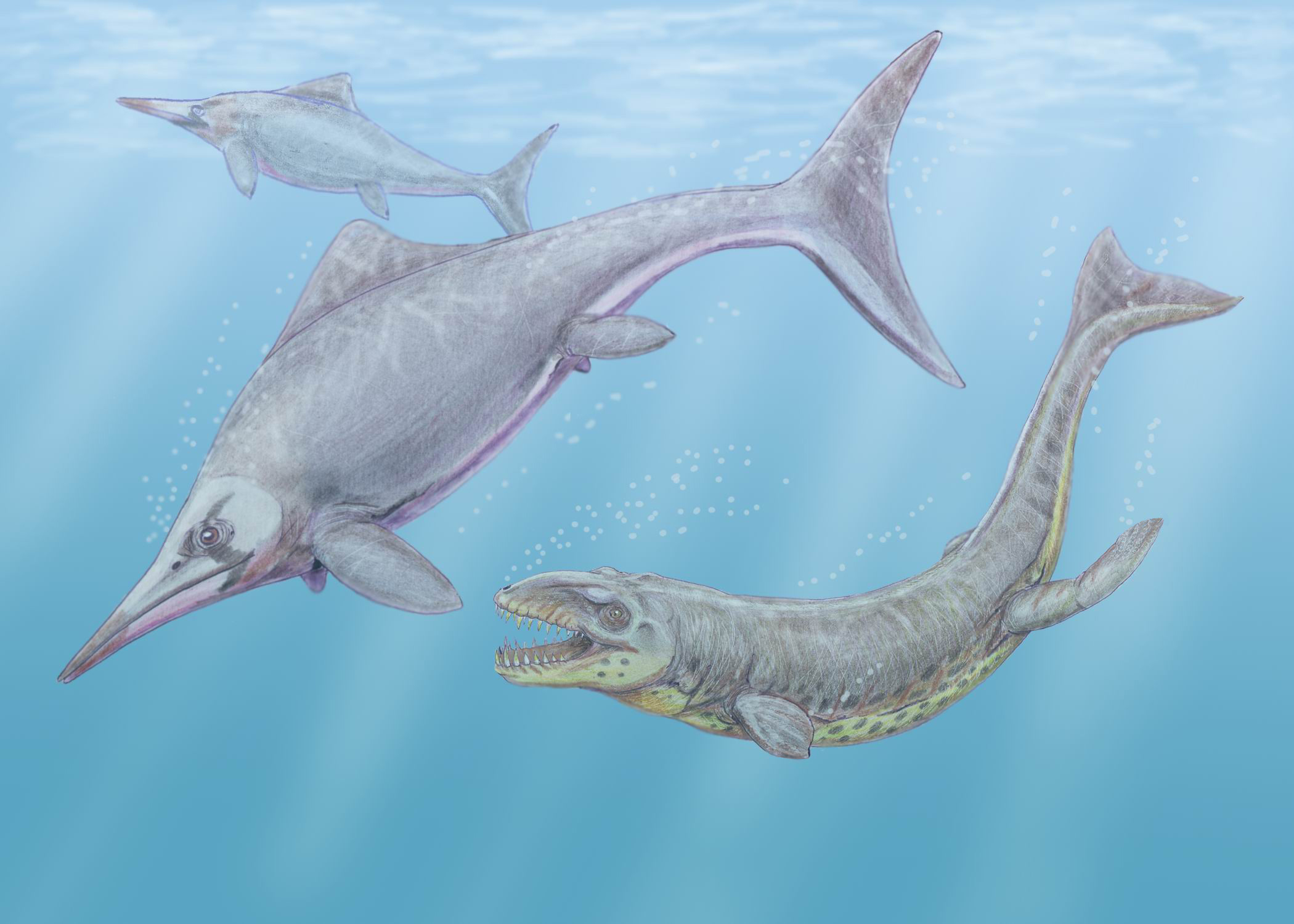
Egy Caypullisaurusra támadó Dakosaurus andiniensis

A Dakosaurus az egyetlen tengeri krokodilformájú állat, amelynél kétoldalt lapított, recés fogak fejlődtek ki, melyek jóval nagyobbra is nőttek, a többi metriorhynchida fogainál. E jellegzetességek mellett az a tény, hogy a fogak morfológiailag a Judy Massare által (1987-ben) 'Vágó' guildnek elnevezett csoportba tartoznak – ahogy a ma élő kardszárnyú delfin is –, azt jelzik, hogy Dakosaurus csúcsragadozó volt.
A Dakosaurus megnagyobbodott halánték feletti koponyaablak (fenestra supratemporalis) nagyméretű állkapocs záró izmok számára biztosíthatott tapadási helyet, melyek erős harapást eredményeztek. A koponya háromszögletű alakja, a mélyen gyökerező, nagyméretű, recés fogak, valamint a gumós, mély, (pliosaurusokéhoz hasonló) állkapocs ízület lehetővé tehették a Dakosaurus számára, hogy megcsavarja az áldozat húsát (darabokat szakítva ki a testéből).

## Fordítás
- Ez a szócikk részben vagy egészben a Dakosaurus című angol Wikipédia-szócikk ezen változatának fordításán alapul.  Az eredeti cikk szerkesztőit annak laptörténete sorolja fel. Ez a jelzés csupán a megfogalmazás eredetét és a szerzői jogokat jelzi, nem szolgál a cikkben szereplő információk forrásmegjelöléseként.